# Рожнув (Опольське воєводство)
Рожнув (пол. Rożnów, нім. Rosen) — село в Польщі, у гміні Волчин Ключборського повіту Опольського воєводства.
Населення — 461 особа (2011).
У 1975-1998 роках село належало до Опольського воєводства.

## Демографія
Демографічна структура станом на 31 березня 2011 року:
|          | Загалом | Допрацездатний вік | Працездатний вік | Постпрацездатний вік |
| -------- | ------- | ------------------ | ---------------- | -------------------- |
| Чоловіки | 230     | 41                 | 172              | 17                   |
| Жінки    | 231     | 38                 | 146              | 47                   |
| Разом    | 461     | 79                 | 318              | 64                   |